# Saint-Avit (Loir-et-Cher)
Saint-Avit foi uma comuna francesa na região administrativa do Centro, no departamento de Loir-et-Cher. Estendia-se por uma área de 14,83 km². Em 2010 a comuna tinha 110 habitantes (densidade: 7,4 hab./km²).
Em 1 de janeiro de 2018, passou a formar parte da comuna de Couëtron-au-Perche.